# Sayuri Yamauchi
Sayuri (紗ゆり Sayuri) fue una seiyū japonesa nacida el 28 de mayo de 1956 en Tokio bajo el nombre Sayuri Yamauchi (山内 小百合 Yamauchi Sayuri). Ha interpretado personajes como Lady Une de la serie Mobile Suit Gundam Wing, "Crepúsculo" Suzuka de la serie Outlaw star, Tiara Pendragőn del OVA Shamanic Princess y Nanako Ohara en Shin-chan, entre otros personajes. 
Falleció el 6 de marzo de 2012 a los 55 años tras una larga lucha contra el cáncer. Al momento de su muerte, estuvo afiliada a Production Aigumi.

## Roles Interpretados

### Series de Anime
- Argento Soma como Lana Ines.
- Astroboy (2003) como Caster (ep 8).
- Babel II: Beyond Infinity como Ulu.
- Cyborg 009 (2001) como Cyborg 0012.
- Densetsu no Yuusha Da Garn como Hikaru Kousaka.
- Fullmetal Alchemist: Brotherhood como Satera.
- Gambalist! Shun como la madre de Shun.
- Immortal Grand Prix 2 como la madre de Amy.
- Juusenshi Gulkeeva como Dah Yun y Naoki Hiura.
- Loui: El Guerrero de las Runas como Jenny.
- Manmaru the Ninja Penguin como la madre de Manmaru (eps 14, 17).
- Mobile Fighter G Gundam como Norma Graham (ep 8).
- Mobile Suit Gundam Wing como Lady Une.
- Outlaw star como "Crepúsculo" Suzuka.
- Paranoia Agent como la madre de Yuuichi (ep 2).
- Pokémon: Diamante y Perla como Hoshino (ep 86).
- Rainbow - Nisha Rokubō no Shichinin como la madre de Rokurōta (eps 4, 26).
- Raideen (2007) como Ringo Saiga.
- Samurai Champloo como Osuzu (eps 3-4).
- Seirei no Moribito como la madre de Nimuka (eps 19-20).
- Shaman King como Maia.
- Shin-chan como Nanako Ohara (eps 175-765).
- The Big O como Vera Ronstadt.
- The Twelve Kingdoms como Bishin.
- Un-Go como la madre de Yuko.
- Wolverine (2010) como Miyuki.
- ×××HOLiC: Kei como Rie Tsuyuri (eps 5, 10).
- Yuusha Ou Gaogaigar como Ai Amami, Ikumi Kaido, Alma y Primarda.
- Yuusha-Oh GaoGaiGar Final Grand Glorious Gathering como Ai Amami, Ikumi Kaido y Palus Abel.

### OVAs
- Gundam Wing: Endless Waltz como Lady Une.
- Shamanic Princess como Tiara Pendragőn.
- Torajima no Mî me como Hana Ōyama.
- Yuusha-Oh GaoGaiGar Final como Ai Amami, Ikumi Kaido y Palus Abel.

### Películas
- Gundam Wing: Endless Waltz Special Edition como Lady Une.
- Kizuna Ichigeki como Akane Todoroki.
- Operation Meteor como Lady Une.
- Shin Chan: Perdidos en la jungla como Nanako Ohara.
- Shin chan en la isla del tesoro como Ruru Ru Ruru.
- Shin Chan Spa Wars: La guerra de los balnearios como Nanako Ohara.
- Shin Chan y el chuletón imposible como Nanako Ohara.

### Videojuegos
- Rose Crusaders como Ninon Beart.
- Baten Kaitos Origins como Gena.
- Xenoblade Chronicles como Lorithia.

### Doblaje
- Batman: la serie animada como la Oficial Renée Montoya.
- Inteligencia artificial como Monica Swinton.
- Los Simpson como Itchy y Maude Flanders.

## Música
- Participó del segundo ending del OVA Yuusha-Oh GaoGaiGar Final: Itsuka Hoshi no Umi de.[3]
- Interpretó el segundo ending de la serie Densetsu no Yuusha Da Garn: Kaze no mirai he.[4]